# Pseudomyrmex prioris
Pseudomyrmex prioris é uma espécie de formiga do género Pseudomyrmex, subfamilia Pseudomyrmecinae. Esta espécie foi descrita cientificamente por Ward em 1992.